# Pókhálós moly

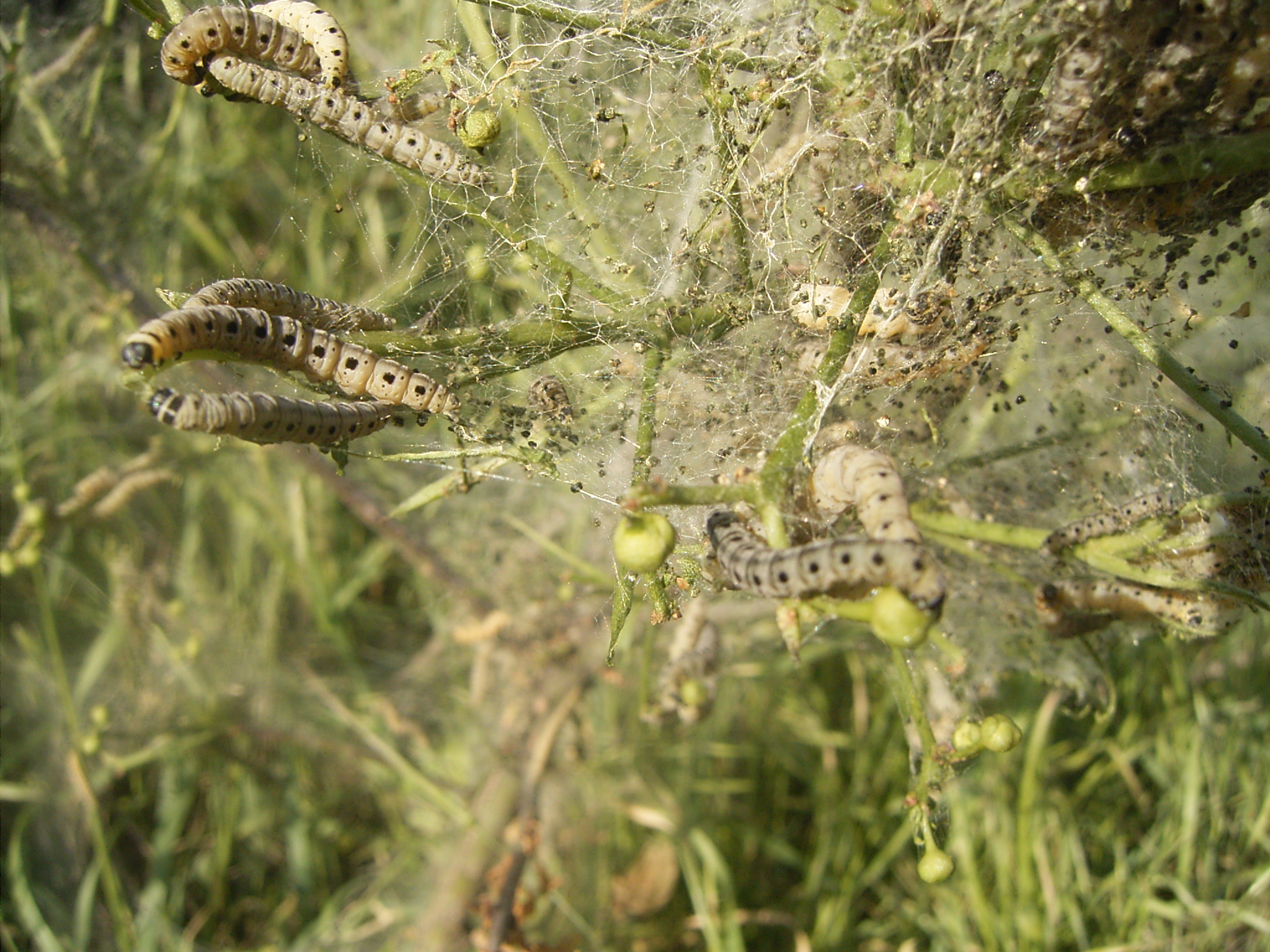
Hernyók a nyári hernyófészekben
Y. cagnagella

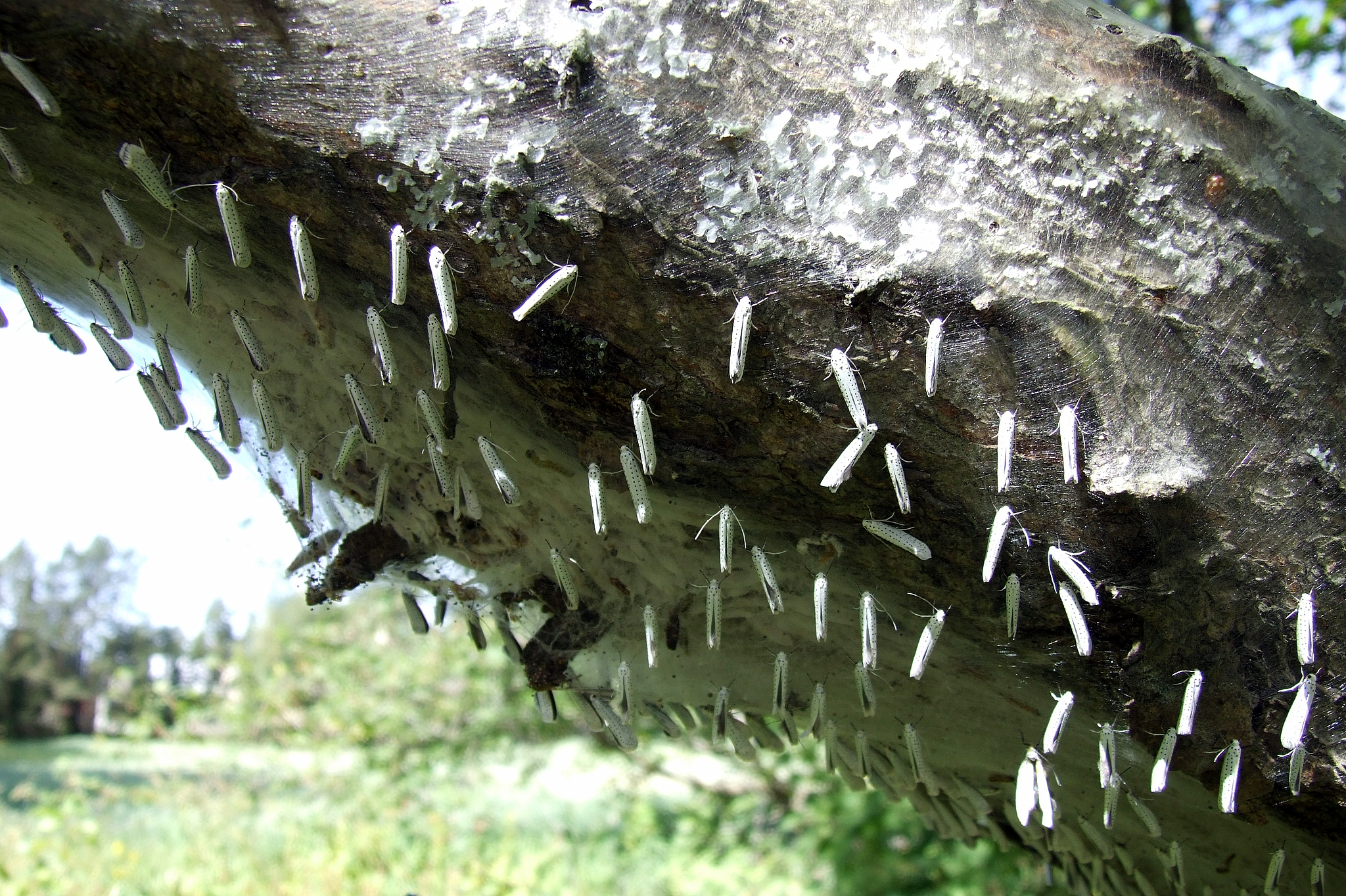
Y. evonymella rajzása madárcseresznyefa törzsén
Oulu, Finnország

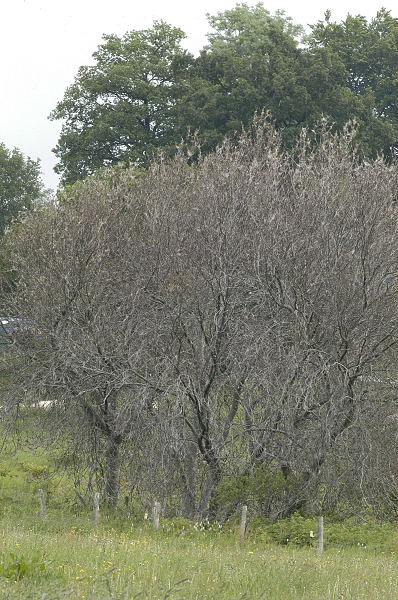
Tarra rágott fák (Y. evonymella)

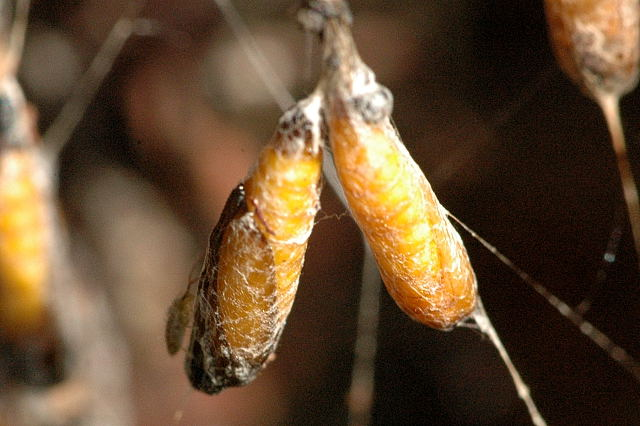
Y. padella bábjai

A pókhálós moly (Yponomeuta avagy Hyponomeuta) a valódi lepkék (Glossata) alrendjébe tartozó pókhálós molyfélék (Yponomeutidae) családjának (és egyúttal a pókhálós molyformák (Yponomeutinae) alcsaládjának) névadó neme.

## Elterjedése, élőhelye
Palearktikus elterjedésű nem; egymáshoz igen közel álló fajokkal, amelyek megjelenése és életmódja is annyira hasonló, hogy sokáig egyetlen faj különböző növényekre specializálódott csoportjainak gondolták őket. Éppen ezért a fajok megkülönböztetése (sőt, száma is) máig bizonytalan.

## Megjelenése
Hamvas fehér lepke, sötét pettyekkel. Teste karcsú, csápjai vékonyak, fonalasak. Szárnyai majdnem a végükig ugyanolyan szélesek maradnak; az elülsők erősen íveltek, a hátsók keskenyek és lándzsa alakúak. A szárny fesztávolsága 20–30 mm. Sárgás színű hernyóikat fekete pontok tarkítják.

## Életmódja
Évente egy nemzedéke nő fel. A fajok monofágok, azaz egy-egy tápnövényre specializálódtak. Hazánkban legismertebb közülük a pókhálós almamoly (Y. malinellus), aminek gazdanövénye az alma, de nálunk nem számít jelentős kártevőnek.
A petecsomóban a peték a petehéj védelme alatt telelnek át. A hernyók tavasszal, lombfakadás után kelnek ki, csoportosan berágják magukat egy hajtásba, majd egy levélbe, és együtt táplálkoznak. „Nyári hernyófészek”nek nevezett szövedékük védelmében pusztítják a leveleket, és egyre újabbakat szőnek a fészekhez – ha a közelben nincs újabb levél, akkor továbbvonulnak, és a fa más részén szőnek újabb fészket. Kedvező körülmények között egyes fajok az utolsó levélig lecsupaszítják gazdanövényüket. Fejlődésüket júniusban fejezik be, Ekkor a fészekben sűrűn egymás mellett gubókat szőnek, és azokban bábozódnak be.
A lepkék júniusban–júliusban rajzanak, és petecsomóikat a tápnövény fás részeire rakják.

## Fajai
Hazánkban mintegy tizenegy fajuk él:
- -     - Yponomeuta cagnagella (Hb., 1796) – hazánk számos pontjáról ismert,
    - kecskerágómoly (Yponomeuta evonymella L., 1758) – amint erre neve is utal, tápnövénye a kecskerágó (Euonymus europaeus), annak hiányában pedig a májusfának is nevezett zelnice (Padus avium). Hazánkban általánosan elterjedt,
    - Yponomeuta irrorrella (Hb., 1796) – hazánk számos pontjáról ismert;
    - pókhálós almamoly (Yponomeuta malinellus avagy Y. malinella Zeller, 1838 = Hyponomeuta malinellus) –  hazánkban általánosan elterjedt,
    - pókhálós szilvamoly (Y. padella L., 1758) – a Duna-Tisza közéről és a Mátrából ismert,
    - Yponomeuta plumbella (Denis et Schiffermüller) – hazánkban általánosan elterjedt,
    - Yponomeuta rorrella (Hb., 1796) – Somogy megyéből ismert,
    - Yponomeuta sedella (Treitschke, 1832? 1833?) – hazánk több pontjáról ismert.

## Külső hivatkozások
- Mészáros Zoltán – Szabóky Csaba: A magyarországi molylepkék gyakorlati albuma. Budapest: Agroinform. 2005.  arch Hozzáférés: 2018. április 6. (PDF)
- A Mátra Múzeum molylepke-gyűjteménye I.
- Fazekas Imre: Somogy megye molylepke faunája
- Révai lexikon[halott link]